# Сиверко (картина)
«Сиверко» — картина русского художника Ильи Остроухова (1858—1929), написанная в 1890 году. Картина является частью собрания Государственной Третьяковской галереи (инв. 1469). Размер картины — 85 × 119 см.

## Описание
Сиверко — холодный северный ветер. На картине изображён изгиб полноводной реки в хмурый летний день. На горизонте небо затянуто дождевыми тучами. С одной стороны берег реки пологий, а с другой — обрывистый. Вдали видна тёмно-зелёная полоса густого леса. Под порывами холодного ветра поверхность реки покрывается волнами.

## История
Картина «Сиверко» была представлена на 19-й выставке Товарищества передвижных художественных выставок («передвижников»), открывшейся в Петербурге в 1891 году. Ещё до выставки, в 1890 году, картина была приобретена у автора Павлом Третьяковым.
Известны два этюда для этой картины, написанные в 1890 году, один из которых находится в частном собрании, а местонахождение второго неизвестно. Из других этюдов, связанных с темой картины, один («Обрывистый берег») находится в Национальном художественном музее Белоруссии, а другой («Хмурый день») — в Полтавском художественном музее.

## Отзывы и критика
В книге «История русской живописи в XIX веке», первое издание которой вышло в свет в 1902 году, художник и критик Александр Бенуа писал, что в 1891 году «Остроухов выставил своё лучшее произведение „Сиверко“, удивительно верное и скромное изображение русской природы». По словам Бенуа, «несмотря на свою жёсткую и не особенно виртуозную живопись, эта одинокая картина должна быть отнесена к самым драгоценным явлениям в русской живописи».
В 1910 году художник и искусствовед Игорь Грабарь так писал об этой картине: «В этой вещи есть замечательная серьёзность, есть какая-то значительность, не дающая картине стариться и сохраняющая ей бодрость живописи, ясность мысли и свежесть чувства, несмотря на все новейшие технические успехи и через головы всех модернистов». По мнению Грабаря, «Сиверко» «значительнее и левитановских картин, хотя ещё недавно такое утверждение могло бы показаться парадоксальным».
Искусствовед Юрий Русаков называл «Сиверко» «высшим достижением Остроухова-пейзажиста» и писал, что в этом произведении «черты национального русского пейзажа нашли законченное и органичное воплощение». В то же время Русаков отмечал, что на изображённой на полотне поверхности реки «местами однообразно повторяются мелкие мазки, передающие рябь от ветра».